# Войтенко Іван Федорович
Іва́н Фе́дорович Войте́нко (27 січня 1920 — 10 грудня 1994) — радянський військовик, в роки Другої світової війни — командир батареї 116-го гвардійського артилерійського полку 1-го гвардійського механізованого корпусу, гвардії лейтенант. Герой Радянського Союзу (1943).

## Життєпис
Народився 27 січня 1920 року в селищі Лиман (нині — місто Донецької області) в селянській родині. Українець. Здобув середню освіту.
До лав РСЧА призваний 1939 року. У 1941 році закінчив 2-ге Київське артилерійське училище. Учасник німецько-радянської війни з червня 1941 року.
Особливо командир 8-ї батареї 116-го гвардійського артилерійського полку гвардії лейтенант І. Ф. Войтенко відзначився під час визволення Луганської області. 5 лютого 1943 року з села Самсонівка супротивник здійснив контратаку силами до батальйону піхоти при підтримці 8-ми танків на позиції, що займала 8-ма батарея. Артилеристи успішно відбили її, влучним вогнем підпаливши 3 ворожих танки і знищивши до 2-х рот піхоти. Вранці наступного дня ворог здійснив другу спробу наступу: на позиції батареї вирушили 15 танків і до батальйону піхоти супротивника. Попри значні втрати в особовому складі і гарматах, цей наступ батарея також відбила. 4 ворожих танки було підпалено, ще 2 — підбито, знищено близько 250 солдатів і офіцерів ворога.
Після війни продовжив військову службу в лавах ЗС СРСР. Член КПРС з 1950 року. У 1965 році полковник І. Ф. Войтенко вийшов у запас.
Мешкав у місті Сімферополі (АР Крим), де й помер 10 грудня 1994 року.

## Нагороди
Указом Президії Верховної Ради СРСР від 31 березня 1943 року «за зразкове виконання бойових завдань командування на фронті боротьби з німецькими загарбниками та виявлені при цьому відвагу і героїзм», гвардії лейтенантові Войтенку Івану Федоровичу присвоєно звання Героя Радянського Союзу з врученням ордена Леніна і медалі «Золота Зірка» (№ 939).
Нагороджений також орденами Вітчизняної війни 1-го ступеня (11.03.1985), Червоної Зірки і медалями.